# Triklopyr
Triklopyr – dolistny herbicyd, pochodna pirydyny, używany do ograniczania wzrostu chwastów dwuliściennych, bez działania szkodliwego na trawy i drzewa iglaste.
Triklopyr jest efektywny w zwalczaniu zachwaszczenia na obszarach częściowo zalesionych. Nazwy handlowe preparatów do tego celu to Garlon oraz Release.
Triclopyr to jeden z głównych składników Confrontu – preparatu wycofywanego z większości zastosowań po stwierdzeniu występowania, w następstwie jego stosowania, zanieczyszczeń kompostu kwasem 3,6-dichloro-2-pirydynokarboksylowym (numer CAS 1702-17-6).
Użyteczny w zwalczaniu chwastów dwuliściennych, w szczególności Bluszczyka kurdybanka (Glechoma hederacea), przeciwko któremu jest niezwykle skuteczny. Sprzedawany pod nazwą Turflon.
Triklopyr jest zaliczany zarówno do estrów, jak i do soli aminowych. Typowe ustalenia dotyczące skuteczności, wpływ na środowisko oraz toksyczność względem człowieka pasują do obu klasyfikacji związku.

## Wpływ stosowania na środowisko
Okres półtrwania triklopyru w glebie wynosi od 30 do 90 dni. Jednym z produktów ubocznych rozkładu, trichloropyridinol (3,5,6-trichloro-2-pirydynol), może przetrwać w glebie ponad rok. Triklopyr ulega szybkiej degradacji w wodzie. Pozostaje aktywny w rozkładających się szczątkach roślinnych przez około trzy miesiące.
Substancja jest nieznacznie szkodliwa dla kaczek (LD50 = 1698 ppm) i przepiórek (LD50 = 3000 ppm). Nie zanotowano przypadków zatrucia pszczół, szkodliwość dla ryb niewielka (Pstrąg Tęczowy LC50 (96 godz.) = 117 ppm).